# 诃陵

诃陵

訶陵，又稱闍婆，是6世紀時期的一個印度文化圈的王國，位於今日印度尼西亞中爪哇省的北部沿海一帶。
訶陵與古泰、達魯馬同為印度尼西亞歷史上最早的王國之一。
此國在中文史料中最早見於唐朝記載。根據義淨的說法，在664年，一位名叫會寧的和尚來到訶陵，滯留長達三年。在當地僧侶的協助下，會寧翻譯了許多小乘佛教的文獻。